# Liste der Bodendenkmäler im Forsthof
Auf dieser Seite sind die Bodendenkmäler in dem mittelfränkischen gemeindefreien Gebiet Forsthof zusammengestellt. Diese Tabelle ist eine Teilliste der Liste der Bodendenkmäler in Bayern. Grundlage ist die Bayerische Denkmalliste, die auf Basis des Bayerischen Denkmalschutzgesetzes vom 1. Oktober 1973 erstmals erstellt wurde und seither durch das Bayerische Landesamt für Denkmalpflege geführt wird. Die folgenden Angaben ersetzen nicht die rechtsverbindliche Auskunft der Denkmalschutzbehörde.

Mit dem Stand vom Februar 2022 ist ein Bodendenkmal vom gemeindefreien Gebiet Forsthof in der Bayerischen Denkmalliste eingetragen.

## Liste der Bodendenkmäler
| Lage                | Objekt                                           | Akten-Nr.     | Bild |
| ------------------- | ------------------------------------------------ | ------------- | ---- |
| Forsthof (Standort) | Jagdliche Anlage (Vogelherde) der frühen Neuzeit | D-5-6532-0578 |      |